# Hippodrome de Woodbine
L'hippodrome de Woodbine est un hippodrome se trouvant à Rexdale dans la banlieue de la ville de Toronto au Canada. Il accueille de nombreuses courses hippiques, et présente la particularité d'être le seul hippodrome nord-américain à proposer des réunions mixtes (trot-plat). Il appartient au Woodbine Entertainment Group, anciennement Ontario Jockey Club.

## Histoire
Inauguré le 12 juin 1956, il a été rénové en 1993 et en 2004, pour offrir désormais 3 pistes:
- La piste extérieure, en gazon, réservée aux courses de plat, qui mesure environ 2 414 mètres (1,5 mile), ce qui permet de faire des courses de 1 811 mètres (1,8 mile) sur un seul tour. Une telle longueur de piste est assez rare sur le continent nord-américain, puisque c'est la seule piste de cette sorte avec la piste en dirt de Belmont Park.
- À l'intérieur de cette piste en gazon, on trouve la piste en dirt, réservée au plat. C'est un ovale de 1 600 mètres (1 mile) de circonférence, ce qui permet de courir sur 1 400 mètres (7 furlongs) et 2 000 mètres (1 mile 1/4).
- À l'intérieur de la piste en dirt, on trouve un ovale en calcaire de 1 400 mètres (7/8 de mile) de circonférence, réservé aux courses de trot.

Parmi les temps forts de la saison, on trouve notamment le Canadian International Stakes et le Woodbine Mile Stakes.